# Due autoblindo
Dva bronevika (Два броневика, Dva bronevika) è un film muto del 1928 diretto da Semёn Alekseevič Timošenko. Il film è andato perduto